# Driving Lessons
Driving Lessons es un largometraje dirigido y producido por el británico Jeremy Brook que narra las vivencias de un tímido adolescente de 17 años (Rupert Grint) que comienza a escapar de la influencia de su extremadamente religiosa y dominante madre (Laura Linney) cuando se va a trabajar para una excéntrica actriz retirada (Julie Walters) que le ayuda a descubrir que la vida es más valiosa de lo que él pensaba, llevándolo de viaje hasta Edimburgo, donde aprenderá a conducir y a bailar, y experimentará su primer amor, saliendo así de su monótona vida basada en su creencia en Dios.

## Reparto
- Rupert Grint - Ben Marshall
- Julie Walters - Evie Walton
- Laura Linney - Laura Marshall
- Nicholas Farrell - Reverend Marshall
- Tamsin Egerton - Sarah
- Michelle Duncan - Bryony
- Oliver Milburn - Peter